# Groß Krams
Groß Krams là một đô thị ở huyện of Ludwigslust, bang Mecklenburg-Vorpommern, Đức. Đô thị này có diện tích 10,32 km², dân số thời điểm 31 tháng 12 là 201 người.